# Димитрова, Ния
Ни́я Димитро́ва (болг. Ния Димитрова; 24 июня 1993 года) — болгарская биатлонистка, участница этапов Кубка мира в составе сборной Болгарии, серебряная призёрка чемпионата мира среди юниоров 2012 года в спринте.

## Биография
Ния Димитрова родилась 24 июня 1993 года. В 2009 году болгарская биатлонистка дебютировала в Кубке IBU. На молодёжном уровне главным успехом в карьере Димитровой стала серебряная медаль, завоёванная на юниорском чемпионате мира 2012 года в финском Контиолахти. В 2012 году Димитрова завоевала две медали на чемпионате Европы среди юниоров в словацком Осрблье.

## Кубок мира
В сезоне 2009/2010 Димитрова дебютировала в Кубке мира, а уже на втором этапе Ния была включена в состав эстафетной сборной. Свои первые кубковые очки Димитрова завоевала на чемпионате мира 2013 года в чешском Нове-Место, заняв 37-е место в индивидуальной гонке. Завершила карьеру в сезоне 2012/2013 г.

### Результаты выступлений в Кубке мира
| \| 2012/13 Итоги \| 2012/13 Итоги \| Эстерсунд \| Эстерсунд \| Эстерсунд \| Эстерсунд \| Хохфильцен \| Хохфильцен \| Хохфильцен \| Поклюка \| Поклюка \| Поклюка \| Оберхоф \| Оберхоф \| Оберхоф \| Рупольдинг \| Рупольдинг \| Рупольдинг \| Антхольц \| Антхольц \| Антхольц \| ЧМ Нове-Место \| ЧМ Нове-Место \| ЧМ Нове-Место \| ЧМ Нове-Место \| ЧМ Нове-Место \| ЧМ Нове-Место \| Холменколлен \| Холменколлен \| Холменколлен \| Сочи \| Сочи \| Сочи \| Ханты-Мансийск \| Ханты-Мансийск \| Ханты-Мансийск \| \| Очков \| Место \| См \| Инд \| Спр \| Пр \| Спр \| Пр \| Эст \| Спр \| Пр \| МС \| Эст \| Спр \| Пр \| Эст \| Спр \| МС \| Спр \| Пр \| Эст \| См \| Спр \| Пр \| Инд \| Эст \| МС \| Спр \| Пр \| МС \| Инд \| Спр \| Эст \| Спр \| Пр \| МС \| \| 4 \| 98 \| — \| — \| — \| — \| 91 \| — \| 21 \| 48 \| DNS \| — \| 16 \| 61 \| — \| 21 \| 79 \| — \| 75 \| — \| 17 \| 16 \| 62 \| — \| 37 \| 18 \| — \| 77 \| — \| — \| 72 \| 86 \| 16 \| 76 \| — \| — \| |               |           |           |           |           |            |            |            |         |         |         |         |         |         |            |            |            |          |          |          |               |               |               |               |               |               |              |              |              |      |      |      |                |                |                |
| 2012/13 Итоги | 2012/13 Итоги | Эстерсунд | Эстерсунд | Эстерсунд | Эстерсунд | Хохфильцен | Хохфильцен | Хохфильцен | Поклюка | Поклюка | Поклюка | Оберхоф | Оберхоф | Оберхоф | Рупольдинг | Рупольдинг | Рупольдинг | Антхольц | Антхольц | Антхольц | ЧМ Нове-Место | ЧМ Нове-Место | ЧМ Нове-Место | ЧМ Нове-Место | ЧМ Нове-Место | ЧМ Нове-Место | Холменколлен | Холменколлен | Холменколлен | Сочи | Сочи | Сочи | Ханты-Мансийск | Ханты-Мансийск | Ханты-Мансийск |
| Очков | Место         | См        | Инд       | Спр       | Пр        | Спр        | Пр         | Эст        | Спр     | Пр      | МС      | Эст     | Спр     | Пр      | Эст        | Спр        | МС         | Спр      | Пр       | Эст      | См            | Спр           | Пр            | Инд           | Эст           | МС            | Спр          | Пр           | МС           | Инд  | Спр  | Эст  | Спр            | Пр             | МС             |
| 4 | 98            | —         | —         | —         | —         | 91         | —          | 21         | 48      | DNS     | —       | 16      | 61      | —       | 21         | 79         | —          | 75       | —        | 17       | 16            | 62            | —             | 37            | 18            | —             | 77           | —            | —            | 72   | 86   | 16   | 76             | —              | —              |